# Urceola
Urceola es un género con 15 especies de lianas perennes pertenecientes a la familia Apocynaceae, nativo del sur y este de Asia (8 especies) en China. 

## Descripción
Son lianas con látex blanco con las inflorescencias en cimas panículares, terminales o axilares. Las flores son pequeñas. El cáliz profundamente dividido.  

## Taxonomía
El género fue descrito por William Roxburgh y publicado en Asiatic Researches 5: 169. 1799.

## Especies seleccionadas
- Urceola elastica
- Urceola lucida
- Urceola micrantha